# Style (EXILE單曲)
「style」為日本音樂團體EXILE（放浪兄弟）的第 張單曲。2001年12月12日於日本發行。Oricon最高排行第11、初動銷量2.5萬張、累計11.3萬張

## 解說
- 為與前作完全不同的快節奏曲。
- 最高排行第11位，不過長期廣受好評持續賣到11萬張以上。
- 因前作的出道單曲為抒情歌，所以聽眾對於表演者存在的意義有所疑問。因此為舞曲的本作對於表演者而言是符合他們期待的作品。
- 序曲中讓人想到的千手觀音的舞蹈沒有特別編舞，而是各自自由的發揮（2002年1月29日播放的「倫敦音樂館」）。

## 發行版本
CD

## 收錄歌曲
1. style（original mix）[4:42]
  - 作詞：Kenn Kato / 作曲・編曲：Face 2 fAKE

東京電視系「ASAYAN」片尾曲
2. style（ajapai mix）[5:24]
  - 作詞：Kenn Kato / 作曲：Face 2 fAKE / 編曲： ajapai for ajapai entertainment
3. Your eyes only ～我曖昧的輪廓～（Eric Kupper Classic mix）[3:50]
  - 作詞：Kenn Kato / 作曲：Face 2 fAKE / 編曲： Eric Kupper for Hysteria Productions
4. Your eyes only ～我曖昧的輪廓～（Junior's Transpecific mix）[8:57]
  - 作詞：Kenn Kato / 作曲：Face 2 fAKE / 編曲： Junior Vasquez
5. style（Instrumental）[4:41]